# Ardisia premontana
Ardisia premontana är en viveväxtart som beskrevs av J. J. Pipoly. Ardisia premontana ingår i släktet Ardisia och familjen viveväxter. Inga underarter finns listade i Catalogue of Life.